# Les Aventures de Mark Twain
Pour plus de détails, voir Fiche technique et Distribution.
Les Aventures de Mark Twain (titre original : The Adventures of Mark Twain) est un film américain réalisé par Irving Rapper, sorti en 1944. Il a été nommé pour 3 oscars en 1945.

## Synopsis
Le film raconte la vie de Samuel Langhorne Clemens, alias Mark Twain (1835-1910).

## Fiche technique
- Titre original : The Adventures of Mark Twain
- Réalisation : Irving Rapper
- Scénario : Alan Le May, Harold M. Sherman
- Producteur : Jesse L. Lasky
- Durée : 130 minutes
- Musique : Max Steiner
- Directeur artistique : John Hughes
- Décors de plateau : Fred M. MacLean
- Montage : Ralph Dawson
- Effets visuels : Paul Detlefsen, John Crouse et Nathan Levinson
- Dates de sortie : 
  - États-Unis : 3 mai 1944
  - France :  4 juin 1947

## Distribution
- Fredric March : Samuel Langhorne Clemens (Mark Twain)
- Alexis Smith : Olivia Langdon Clemens
- Donald Crisp : J.B. Pond
- Alan Hale : Steve Gillis
- C. Aubrey Smith : Oxford Chancellor
- John Carradine : Bret Harte
- William Henry : Charles Langdon
- Robert Barrat : Horace E. Bixby, capitaine de bateau fluvial
- Walter Hampden : Jervis Langdon
- Joyce Reynolds : Clara Clemens
- Whitford Kane : Joe Goodwin, éditeur
- Percy Kilbride : Billings, linotypeur
- Nana Bryant : Mme Langdon
- Joseph Crehan : Capitaine de bateau fluvial / Ulysses S. Grant
- Douglas Wood : William Dean Howells

Acteurs non crédités
- Oliver Blake : un mineur
- Davison Clark : Henry Wadsworth Longfellow
- Roland Drew : un rédacteur en chef
- Frank Hagney : un chef d'équipe
- Harry Holman : un invité ivre
- Robert Homans : un policier
- Merrill McCormick : un villageois
- Bud Osborne : Lee Griggs
- Francis Pierlot : Paine
- Dudley Dickerson, George Reed : observateurs de la comète
- Dorothy Vaughan : Katie Leary
- Harry Woods : un visiteur de Bixby

## Récompenses et distinctions
- Nommé pour 3 Oscars en 1945, dont celui de la meilleure musique (Max Steiner), de la meilleure direction artistique pour un film en noir et blanc, et des meilleurs effets spéciaux.